# Lothar Göttsche
Lothar Göttsche (Sønderborg, Dinamarca, 21 de janeiro de 1961) é um matemático alemão. É conhecido por seu trabalho sobre geometria algébrica.
Após estudar matemática na Universidade de Quiel, obteve um doutorado na Universidade de Bonn em 1990, orientado por Friedrich Hirzebruch. Foi palestrante convidado no Congresso Internacional de Matemáticos em Pequim (2002). Göttsche é um pesquisador do Centro Internacional de Física Teórica em Trieste, Itália. É editor do periódico Geometry & Topology.
Göttsche é reconhecido internacionalmente por sua fórmula para a função geradora para os números de Betti do esquema de Hilbert de pontos sobre uma superfície algébrica:
Se {\displaystyle S} é uma superfície suave sobre um campo algebricamente fechado de característica {\displaystyle 0}, então a função geradora para os motivos dos esquemas de Hilbert de {\displaystyle S} pode ser expresso em termos da função zeta motivadora pela fórmula de Göttsche
{\displaystyle \sum _{n=0}^{\infty }[S^{[n]}]t^{n}=\prod _{m=1}^{\infty }Z(S,{\mathbb {L} }^{m-1}t^{m}).}
Aqui, {\displaystyle S^{[n]}} é o esquema de Hilbert de comprimento {\displaystyle n} subesquemas de {\displaystyle S}.
Em 2012 tornou-se fellow da American Mathematical Society.